# Tweede Kamerverkiezingen in het kiesdistrict Wolvega

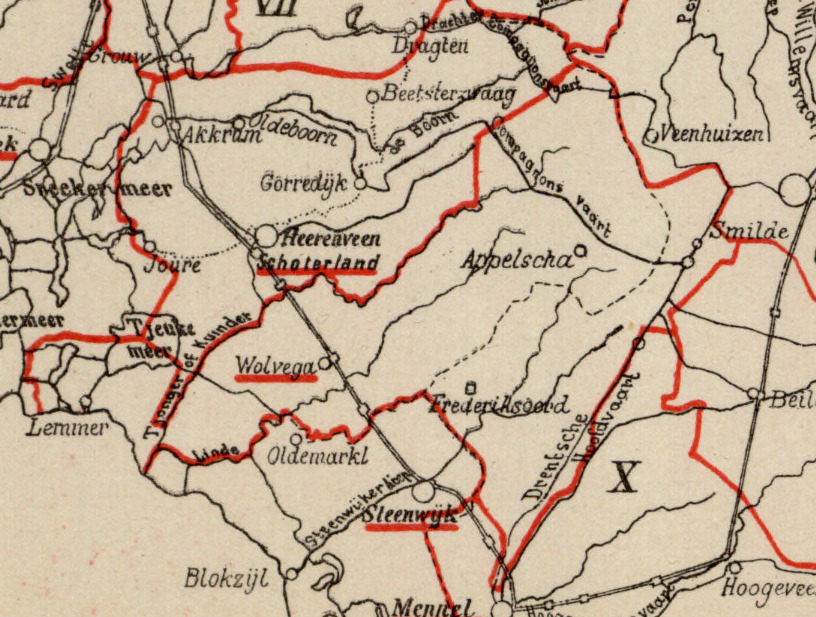
Kiesdistrict Wolvega (1888)

Tweede Kamerverkiezingen in het kiesdistrict Wolvega geeft een overzicht van verkiezingen voor de Nederlandse Tweede Kamer in het kiesdistrict Wolvega in de periode 1888-1897.
Het kiesdistrict Wolvega werd ingesteld na de grondwetsherziening van 1887. Tot het kiesdistrict behoorden de volgende gemeenten: Diever, Havelte, Lemsterland, Ooststellingwerf, Smilde, Vledder en Weststellingwerf.
Het kiesdistrict Wolvega vaardigde in dit tijdvak per zittingsperiode één lid af naar de Tweede Kamer.
Legenda
- cursief: in de eerste verkiezingsronde geëindigd op de eerste of tweede plaats, en geplaatst voor de tweede ronde;
- vet: gekozen als lid van de Tweede Kamer.

## 6 maart 1888
De verkiezingen werden gehouden na vervroegde ontbinding van de Tweede Kamer.
|                     | 6 maart | 20 maart |
| ------------------- | ------- | -------- |
| Kiesgerechtigden    | 2.634   | 2.634    |
| Opkomst             | 2.143   | 2.150    |
| Geldige stemmen     | 2.138   | 2.133    |
| Blanco stemmen      | 2       | 16       |
| Kandidaten          |         |          |
| R.K. Okma           | 837     | 1.115    |
| P.J.G. van Diggelen | 679     | 1.018    |
| V. Bruinsma         | 598     |          |

## 9 juni 1891
De verkiezingen werden gehouden na ontbinding van de Tweede Kamer.
|                    | 9 juni | 23 juni |
| ------------------ | ------ | ------- |
| Kiesgerechtigden   | 2.684  | 2.684   |
| Opkomst            | 2.093  | 2.138   |
| Geldige stemmen    | 2.091  | 2.110   |
| Blanco stemmen     | 2      | 27      |
| Kandidaten         |        |         |
| W.M. Houwing       | 804    | 1.191   |
| A. Brummelkamp     | 737    | 919     |
| G.L. van der Zwaag | 535    |         |

## 10 april 1894
De verkiezingen werden gehouden na vervroegde ontbinding van de Tweede Kamer.
|                    | 10 april |
| ------------------ | -------- |
| Kiesgerechtigden   | 2.652    |
| Opkomst            | 959      |
| Geldige stemmen    | 946      |
| Blanco stemmen     | 13       |
| Kandidaten         |          |
| W.M. Houwing       | 694      |
| G.L. van der Zwaag | 206      |

## Voortzetting
De verkiezing van 1894 was de laatste verkiezing in het kiesdistrict Wolvega. In de kieswet-Van Houten (1896) was onder meer voorzien in een wijziging van de naam van het kiesdistrict in Weststellingwerf. De indeling van het kiesdistrict bleef ongewijzigd.